# Rožmberk nad Vltavou
Rožmberk nad Vltavou (Duits: Rosenberg an der Moldau) is een Tsjechische stad in de regio Zuid-Bohemen, en maakt deel uit van het district Český Krumlov. Rožmberk nad Vltavou telt 395 inwoners (2023). De bekendste toeristische attractie is het kasteel Rožmberk.
Rožmberk nad Vltavou was tot 1945 een plaats met een overwegend Duitstalige bevolking. Na de Tweede Wereldoorlog werd de Duitstalige bevolking verdreven.

## Geschiedenis
- 1990 – De historische kern van Rožmberk nad Vltavou wordt een Beschermd stadsgezicht (Městská památková zóna).
- 2006 – De gemeente Rožmberk nad Vltavou krijgt de status stad.[1]

## Fotogalerij

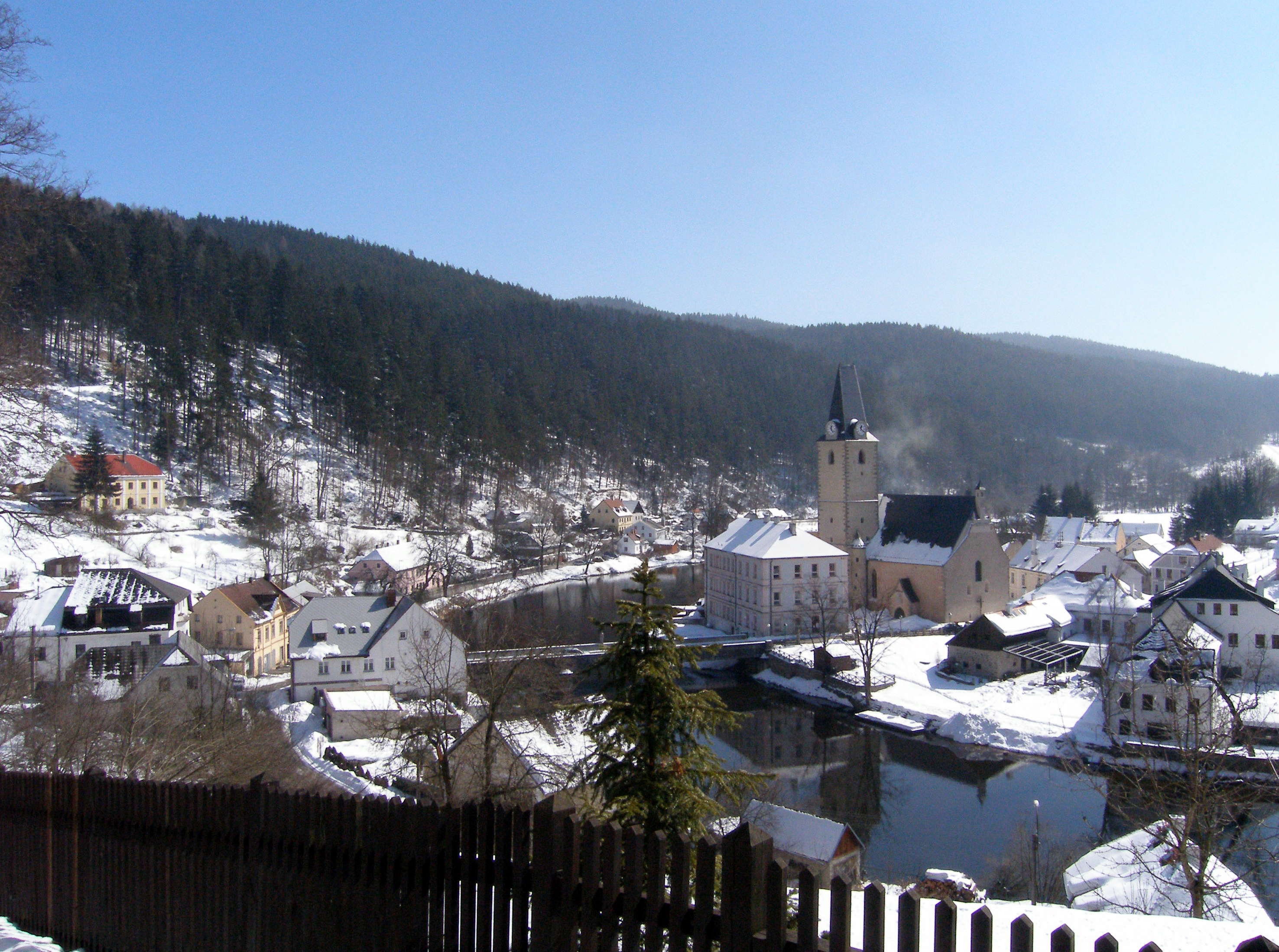
Gezicht op Rožmberk nad Vltavou vanuit het kasteel
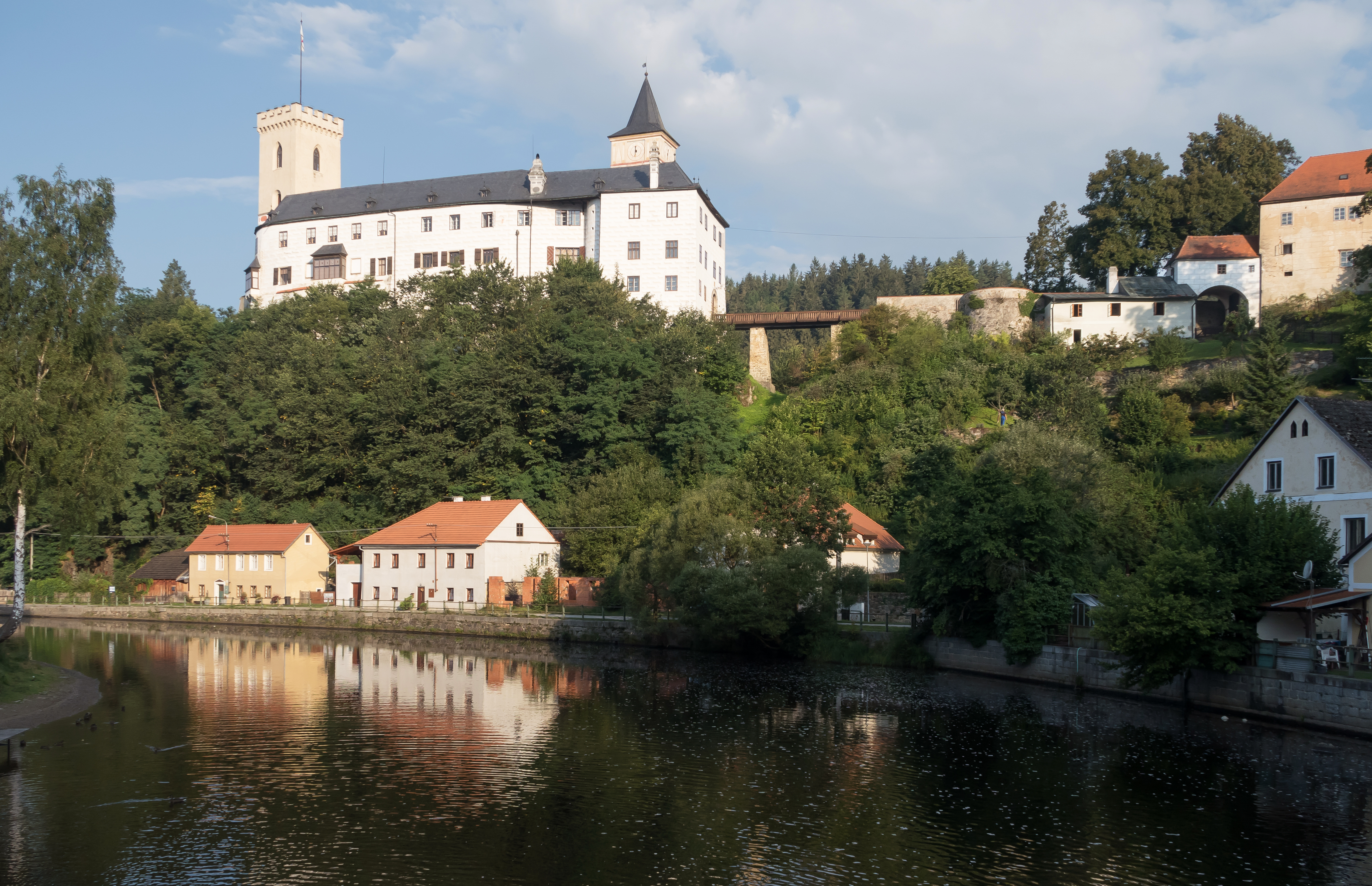
Kasteel: hrad Rožmberk
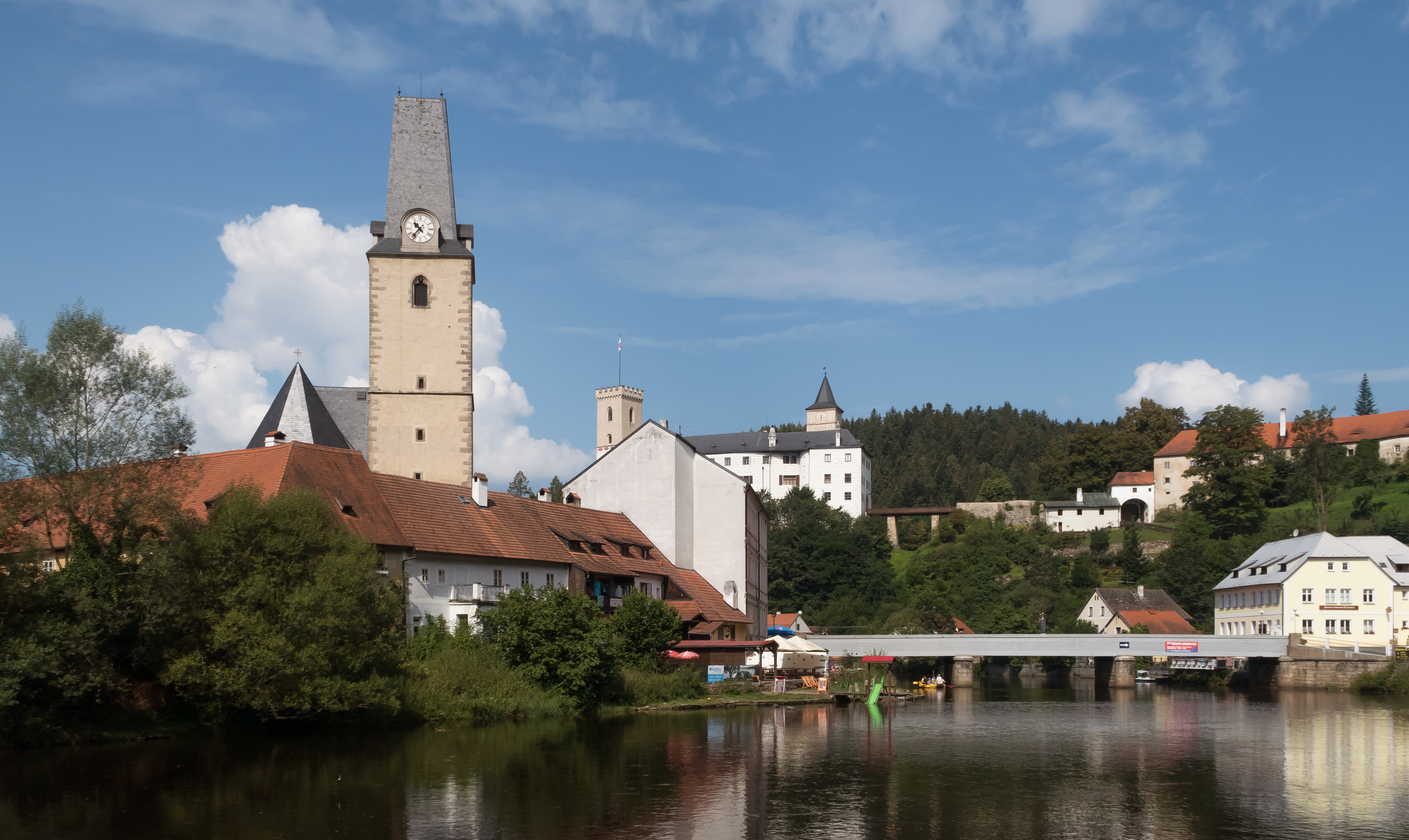
Kerk: kostel svatého Mikuláše
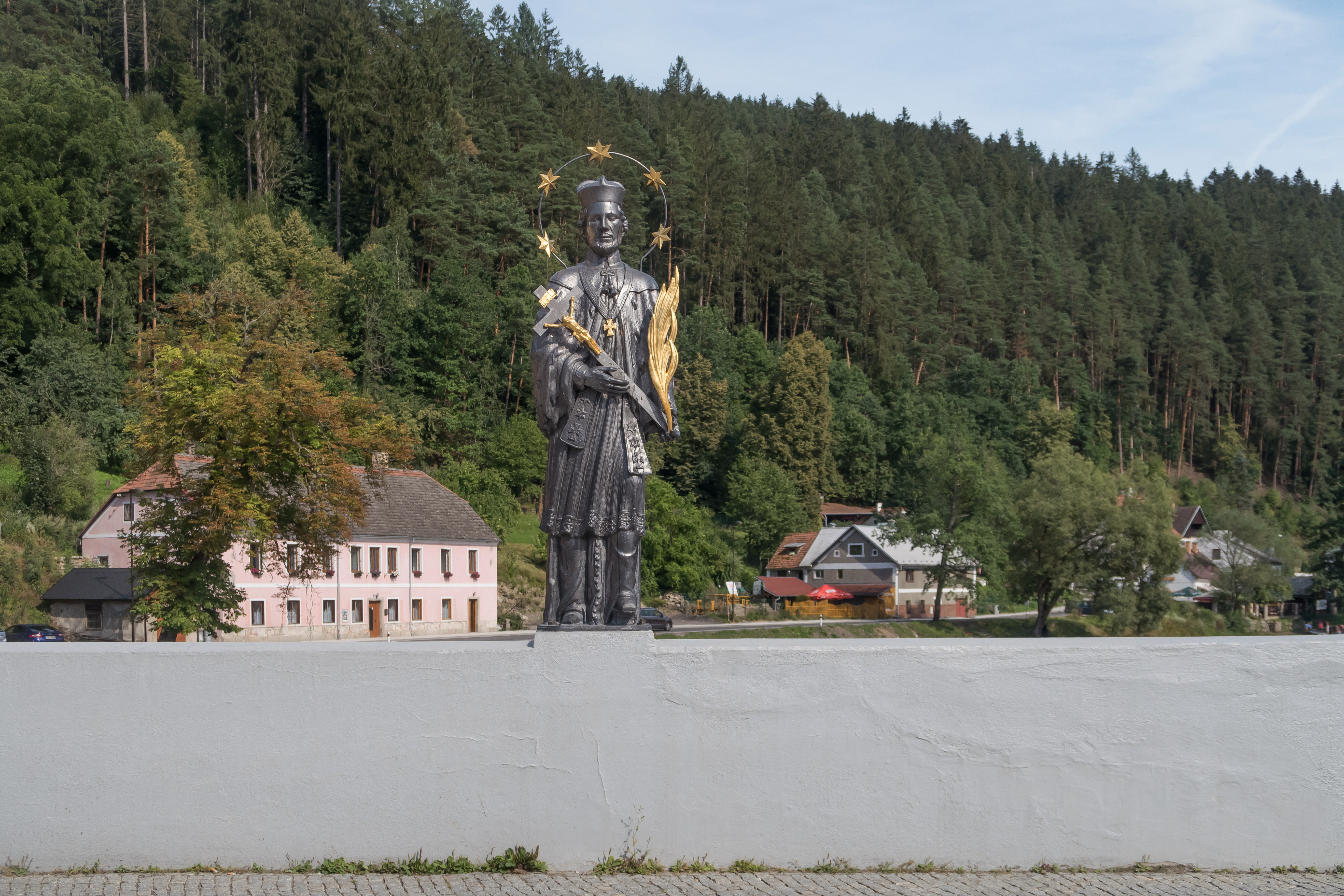
Sculptuur op de brug over de Moldau
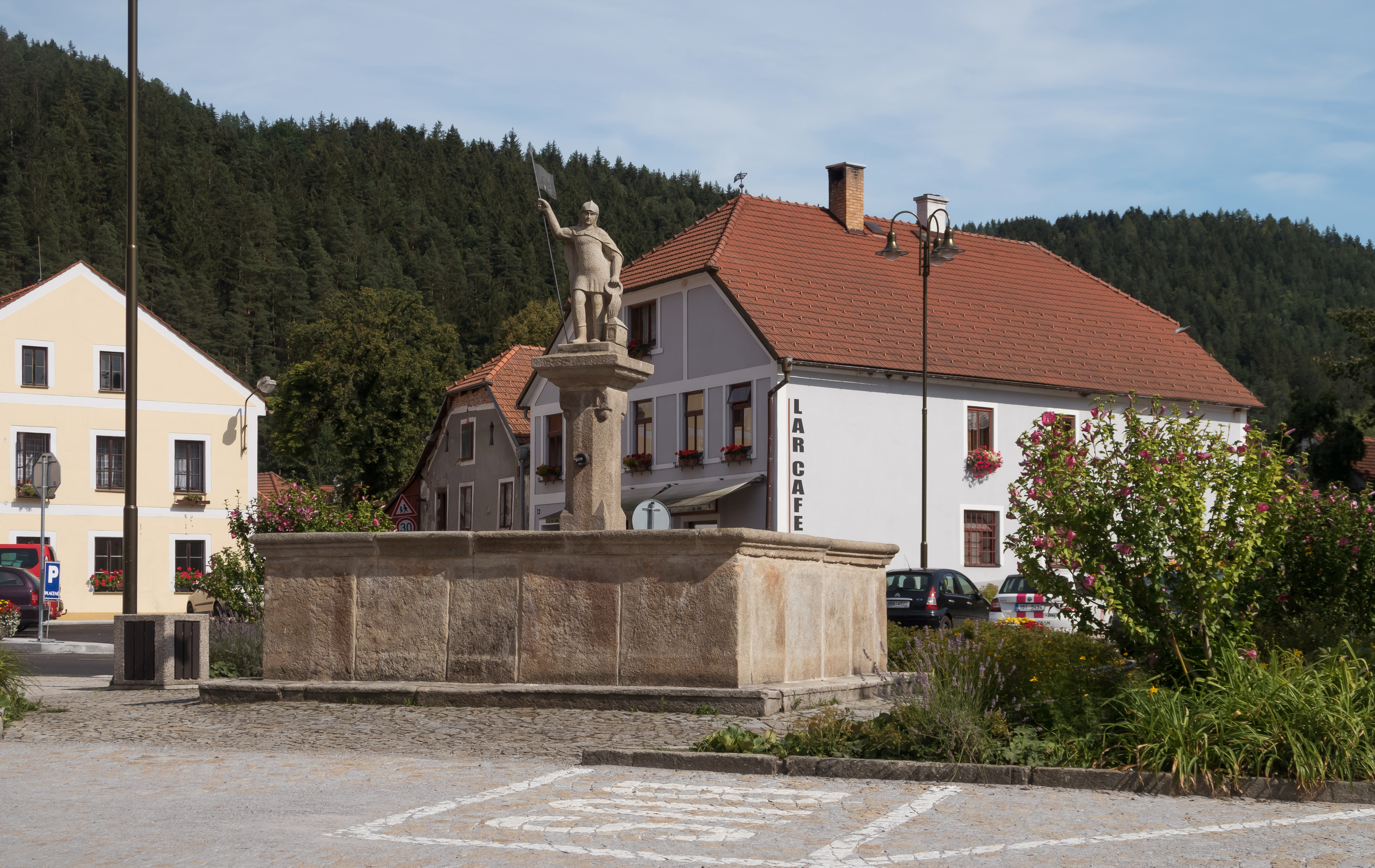
Sculptuur:  kašna se sochou svatého Floriána

Benešov nad Černou · Besednice · Bohdalovice · Brloh · Bujanov · Černá v Pošumaví · Český Krumlov · Dolní Dvořiště · Dolní Třebonín · Frymburk · Holubov · Horní Dvořiště · Horní Planá · Hořice na Šumavě · Chlumec · Chvalšiny · Kájov · Kaplice · Křemže · Lipno nad Vltavou · Loučovice · Malonty · Malšín · Mirkovice · Mojné · Netřebice · Nová Ves · Omlenice · Pohorská Ves · Polná na Šumavě · Přední Výtoň · Přídolí · Přísečná · Rožmberk nad Vltavou · Rožmitál na Šumavě · Soběnov · Srnín · Střítež · Světlík · Velešín · Větřní · Věžovatá Pláně · Vojenský újezd Boletice · Vyšší Brod · Zlatá Koruna · Zubčice · Zvíkov